# Division No 16 (Alberta)
Pour les articles homonymes, voir Division No 16.
La Division No 16 est une division de recensement de 67,516 habitants en 2011, située dans la province d'Alberta, au Canada.